# Артур Арну
Арту́р Арну́ (фр. Arthur Arnould, 17 квітня 1833 — 26 листопада 1895) — французький політичний діяч і письменник.

## Життєпис
Учасник Паризької комуни 1871, працював у комісіях — продовольчій і зовнішніх зносин.
1871—80 перебував в еміграції.
Арну написав багату на фактичний матеріал «Народну і парламентську історію Паризької комуни» (1878, рос. перекл. 1906), але змісту Паризької комуни як першої спроби встановлення диктатури пролетаріату не зрозумів.